# Cyclosorus ceramicus
Cyclosorus ceramicus är en kärrbräkenväxtart som först beskrevs av Cornelis Rugier Willem Karel van Alderwerelt van Rosenburgh, och fick sitt nu gällande namn av Mazumdar och Mukhop. Cyclosorus ceramicus ingår i släktet Cyclosorus och familjen Thelypteridaceae. Inga underarter finns listade.